# Détendeur de plongée

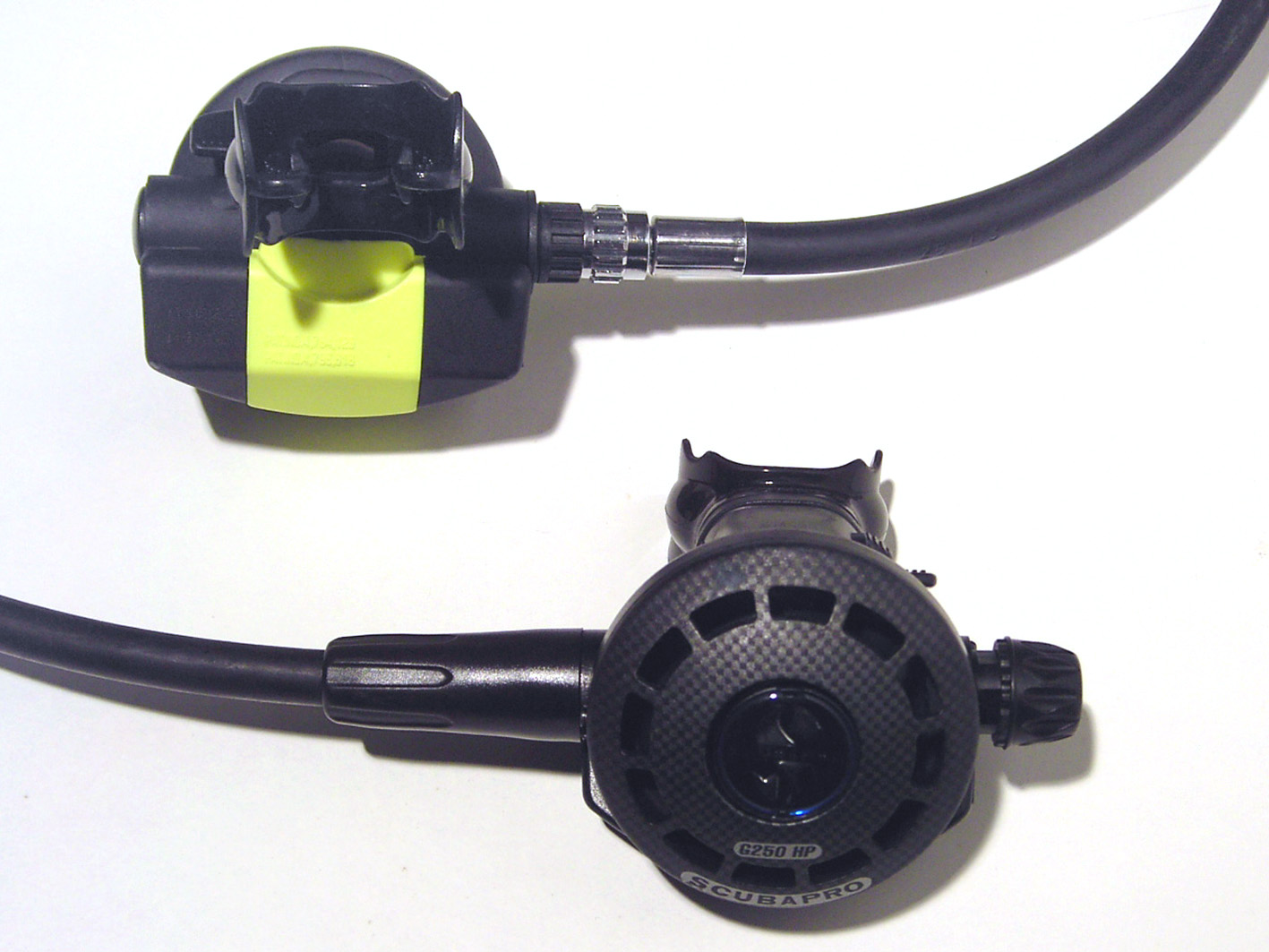
Détendeurs de plongée

Un détendeur de plongée est un mécanisme qui permet à un plongeur en scaphandre autonome de respirer l'air contenu dans sa bouteille de plongée à la pression à laquelle il évolue. L'arrivée du détendeur dans la pratique de la plongée sous-marine a aussi permis l'avènement du scaphandre autonome. Le détendeur est le principal élément d'un scaphandre, au point que la plongée dite « avec détendeur » est synonyme de la plongée dite « en scaphandre autonome ». La seule différence entre ces deux termes est que le terme détendeur se réfère à un équipement en particulier et que le terme scaphandre autonome se réfère aussi aux autres équipements nécessaires à la pratique de la plongée subaquatique (palmes, masque, ceinture de lest, combinaison, etc.).

## Inventeurs
En l'état actuel des connaissances, le plus ancien brevet de détendeur fut celui déposé le 14 novembre 1838 par le docteur Manuel Théodore Guillaumet, originaire d'Argentan. Ce premier détendeur était relié à la surface par une pompe et n'était donc pas autonome. Le détendeur de Guillaumet ne connut pas de suite, certainement à cause de l'absence d'un réservoir intermédiaire qui aurait assuré une réserve de sécurité en cas de rupture ou de séparation du tube fournisseur d'air. Cette invention fut à nouveau réalisée avec indépendance de celle de Guillaumet en 1860 par l'ingénieur des mines Benoit Rouquayrol (1826-1875). Son premier brevet, un « régulateur destiné à régulariser l'écoulement des gaz comprimés », fut déposé le 14 avril 1860, mais il était destiné aux sauvetages dans les mines en cas de « coup de grisou » ou de galeries inondées. Ce ne fut que lorsque Rouquayrol rencontra Auguste Denayrouze (1837-1883), lieutenant de vaisseau, que son invention fut appliquée à la plongée, selon une idée de ce dernier. Rouquayrol et Denayrouze déposèrent alors, le 11 mars 1864 un brevet de scaphandre autonome, l'« appareil plongeur Rouquayrol-Denayrouze ». D'autres brevets vinrent par la suite perfectionner leur invention. Dès son brevet de 1860, Rouquayrol incluait déjà un réservoir intermédiaire, en version alimentée par pompe ou en version autonome, avec réserve d'air comprimé, c'est pourquoi son « régulateur » pouvait fonctionner avec le minimum de sécurité requise, contrairement au détendeur de 1838 de Guillaumet. L'appareil plongeur Rouquayrol-Denayrouze fut homologué par la Marine impériale française dès 1864. En 1867, ses inventeurs le présentèrent à l'exposition universelle de Paris et remportèrent ainsi la médaille d'or. Cependant Rouquayrol et Denayrouze ne parvinrent tout de même pas à résoudre le problème d'une autonomie suffisante (une demi-heure à 10 mètres de profondeur tout au plus) principalement à cause de la limite d'air comprimé que l'on pouvait faire contenir dans les réserves portables de l'époque (30 à 40 bars de pression, au maximum).
Le problème fut résolu en 1943, avec l'invention du détendeur moderne, à une époque où les bouteilles de gaz comprimés étaient devenues nettement plus solides que les réserves en cuivre ou en fer utilisées au XIXe siècle. L'invention du détendeur moderne est liée à la période de l'occupation allemande de la Seconde Guerre mondiale : la France connaissait alors une pénurie d'essence, constamment réquisitionnée par les Allemands. Émile Gagnan (ingénieur chez Air Liquide) obtint au début de la guerre, grâce à la société Piel (héritière de la société Rouquayrol-Denayrouze), un détendeur Rouquayrol-Denayrouze qu'il utilisait pour faire fonctionner des gazogènes de voiture. Il déposa alors son propre brevet de détendeur miniaturisé, en bakélite. Son patron, Henri Melchior, pensa que ce détendeur pouvait rendre service à son gendre, Jacques-Yves Cousteau, qui cherchait depuis déjà 1936 à mettre au point un scaphandre autonome efficace et à débit automatique (ou débit « à la demande »), car celui de l'époque devait être utilisé à la main (« manodétendeur » de Le Prieur). Melchior fit alors les présentations des deux hommes, qui se rencontrèrent à Paris en décembre 1942.
Cousteau adapta le détendeur de Gagnan à une réserve d'air comprimé et, surveillé par Gagnan et un ami de ce dernier (appelé Gauthier), fit dans la Marne les premiers essais subaquatiques de son détendeur : quand le plongeur était à l’horizontale le détendeur fonctionnait correctement, mais quand il était debout il se mettait en débit continu et quand il était tête en bas c'était l'inverse, l'air arrivait difficilement. Cousteau et Gagnan décidèrent alors de ramener l’expiration au niveau de la membrane du détendeur, qui équilibre l’air avec la pression ambiante et ferme le débit pendant l’expiration. Cousteau partit alors pour Bandol, dans le Var, en ayant commandé à Gagnan de lui envoyer celui qui allait être le prototype résultant de la modification accordée. Il le reçut un matin de juin 1943 à la gare de Bandol et le mit tout de suite à l'essai à la plage du Barry, en face de la villa du même nom, qui appartenait à son ami Philippe Tailliez. Cousteau possédait aussi une villa proche de celle de Tailliez, la villa Baobab (à Sanary-sur-Mer), mais celle de Tailliez se trouvait (et se trouve encore) dans une petite crique, à l'abri des regards indiscrets.
Pour l'essai de ce deuxième prototype, Cousteau se trouvait cette fois sous la surveillance de son épouse Simone (née Melchior, qu'il avait épousée en 1937) restée en surface à suivre son époux du regard grâce à un masque de plongée et un tuba. Deux amis de Cousteau l'attendaient sur la plage, Philippe Tailliez et Frédéric Dumas. Ce dernier, excellent apnéiste, devait intervenir immédiatement dans le cas où Simone déclenchait l'alarme. Mais cela ne fut pas nécessaire, car cette fois l'essai fut un succès. En cette même année de 1943, Cousteau et Gagnan brevetèrent leur « scaphandre Cousteau-Gagnan ». À la fin de la guerre quelques exemplaires de « Cousteau-Gagnan » ont été construits, des prototypes, mais Cousteau et Gagnan brevètent le « CG45 » en 1945 (« C » pour Cousteau, « G » pour Gagnan et « 45 » pour 1945), qui sera aussi commercialisé sous le nom de « Aqua-Lung » (terme anglais inventé par Cousteau à des fins de commercialisation et qui signifie « poumon aquatique »). En 1946 Air Liquide crée une marque de détendeurs et d'équipements de plongée, La Spirotechnique, et commence aussitôt à fabriquer en série et à distribuer le CG45. Plus tard arrivent le Mistral (avril 1955) et autres modèles toujours plus perfectionnés (Royal Mistral, Spiro 8, Cristal...).
Pour arriver aux détendeurs tels que nous les connaissons aujourd'hui, de nombreux modèles plus ou moins originaux ont été créés et ce dans plusieurs pays. La France a joué certes un rôle primordial dans son invention avec le premier scaphandre autonome, le célèbre CG45 de Cousteau et Gagnan. Bien souvent, l'Australien Ted Eldred (décédé en 2005) inventeur du Porpoise (ce qui veut dire « marsouin », détendeur décliné en plusieurs versions : le prototype, le CA1 et le CA2) est oublié mais également les deux Français Jean Bronnec et Raymond Gautier qui conçurent le Cristal Explorer, commercialisé sous le nom de Aquamatic dans les pays de langue anglaise. Il s'agit là des deux premiers détendeurs à deux étages et à un seul tuyau tels que nous les connaissons aujourd'hui.
Les scaphandres autonomes attirent de plus en plus de monde et dans plusieurs pays, il faut entendre par là des collectionneurs, les spirodétérophiles (le mot est composé de spiro = respirer, deter = détendre, phil = amateur). Le terme « spirodétérophilie » est apparu en décembre 2008, avant cela rien ne désignait ces collectionneurs. Depuis l'an 2000, cette communauté de collectionneurs ne cesse de s'accroître en Europe et en Amérique du Nord.

## Fonctionnement
Le mécanisme du détendeur peut reposer sur un jeu de membranes et ressorts actionnant une arrivée de gaz. Ce mécanisme est fait de telle manière qu'une dépression du côté de faible pression est nécessaire à l'ouverture de l'arrivée de gaz.
Cette dépression peut correspondre à l'aspiration du plongeur. L'air arrive alors à un débit proportionnel à la dépression, ce qui donne, finalement, et grâce à la membrane souple qui est en contact avec l'eau ambiante, un air décompressé avec la pression ambiante.
L'air ainsi distribué est froid, car le gaz refroidit lorsque sa pression diminue. Ce phénomène peut avoir des répercussions graves dans le cadre de plongée en eau très froide, lorsque l'eau ambiante ne suffit plus à réchauffer le détendeur qui risque alors de givrer et de voir son mécanisme se bloquer.
Le fonctionnement des détendeurs fait appel à plusieurs principes.
Pour que le plongeur puisse respirer sous l'eau, l'air contenu dans la bouteille à une pression de 200 à 230 bar doit être détendu à une pression exactement égale à la pression ambiante pour permettre aux muscles ventilatoires d'assurer leur fonction, c'est le rôle du détendeur. Par exemple si l'on voulait s'immerger en respirant à l'aide d'un tuyau relié à la surface dès 50 cm de profondeur cela serait impossible car la pression de l'eau s'exerçant sur la cage thoracique empêcherait tout mouvement ventilatoire.
Le principe de détente de l'air est en fait très simple : une membrane est soumise à la pression ambiante, cette membrane appuie sur un levier qui commande un clapet. A l'inspiration, le plongeur crée une dépression dans le détendeur, la membrane s'enfonce donc et ce faisant appuie sur le levier qui fait reculer un clapet, l'air passe vers les poumons du plongeur. En fin d'inspiration la membrane remonte et le ressort de clapet ramène celui-ci sur son siège fermant l'arrivée de l'air.
Le premier détendeur  "vulgarisé" dans les années 1955 est le modèle "MISTRAL" de Cousteau et Gagnan. Il permettait de délivrer de l'air directement à la pression ambiante. C'était un détendeur dit à un étage. Sa vulgarisation a permis à nombre de plongeurs de découvrir l'univers sous-marin. C'était un excellent appareil, mais comme il était fixé sur la bouteille, la position de la membrane conditionnait le confort ventilatoire à la position du plongeur dans l'eau.
En effet en position horizontale sur le ventre, position normale d'un plongeur se déplaçant sous l'eau, la membrane étant immergée moins profondément que le point milieu des poumons il fallait faire un léger effort à l'inspiration. Par contre si le plongeur se mettait sur le dos le détendeur se mettait en débit continu.
Pour s'affranchir de ce problème les constructeurs ont conçu les détendeurs 2 étages. Le 1er étage est bien sûr fixé sur la bouteille et détend l'air de la haute pression (200 à 230 bar) à un moyenne pression de 8,5 à 10 bars selon les modèles. Le second étage, relié au premier par un flexible est directement en bouche du plongeur, ainsi en position allongée, la membrane régule la pression de l'air délivré rigoureusement à la pression ambiante qui s'exerce sur la cage thoracique du plongeur.
Les détendeurs sont aujourd'hui classés en 3 catégories principales : les détendeurs "standards", les détendeurs compensés (plus souples que les premiers) et les détendeurs surcompensés.